# Rhynchocinetes typus
Rhynchocinetes typus är en kräftdjursart som beskrevs av H. Milne-Edwards. Rhynchocinetes typus ingår i släktet Rhynchocinetes och familjen Rhynchocinetidae. Inga underarter finns listade i Catalogue of Life.